# Schwarzkehltrupial
Der Schwarzkehltrupial (Icterus gularis) ist eine in Nord- und Mittelamerika vorkommende Singvogelart aus der Familie der 
Stärlinge (Icteridae). 

## Beschreibung

### Aussehen
Der Schwarzkehltrupial erreicht eine Gesamtlänge von 25 Zentimetern und ist damit der größte aller amerikanischen Trupiale. Er wird bis zu 56 Gramm schwer. Kopf, Flanken, Bürzel und Bauch sind leuchtend orange bis gelb orange gefärbt. Die Flügel sind größtenteils schwarz, jedoch mit einigen weißen Federn durchsetzt. Der Bereich um die Augen sowie die Kehle sind schwarz und damit namensgebend. Der Schwanz ist ebenfalls schwarz. Die Geschlechter sind sich bezüglich der Zeichnung sehr ähnlich. Der Schnabel ist kräftig und schwarzgrau hornfarben. Die Iris ist schwarz. Beine und Füße sind schiefergrau.

### Lautäußerungen
Der Gesang des Schwarzkehltrupials wird als eine laute, musikalische, oftmals zögerliche Aneinanderreihung von Pfeiftönen beschrieben. Einzelne, harte, kratzende Töne werden als Alarmanruf eingesetzt.

## Verbreitung und Lebensraum
Das Verbreitungsgebiet des Schwarzkehltrupials erstreckt sich von der Südspitze von Texas über den Osten Mexikos bis nach Guatemala, Honduras, Belize und Nicaragua. Er lebt bevorzugt in offenen Waldlandschaften.

## Lebensweise
Die Vögel leben paarweise zusammen und sind monogam. Sie ernähren sich in erster Linie von verschiedenen Insektenarten sowie gelegentlich von Beeren und Nüssen.
Das Nest wird an der Spitze von Zweigen in Form eines hängenden Beutels aus elastischen dünnen Zweigen gewebt. Es kann bis zu 65 Zentimeter lang werden und wird vom Weibchen in einem Zeitraum von drei Wochen allein gebaut. Die durchschnittliche Nesthöhe über dem Boden beträgt ca. neun Meter. Es werden in der Regel etwa fünf Eier ab März gelegt. In den südlichen Verbreitungsgebieten erfolgt zuweilen eine zweite Brut. Die Brutzeit beträgt rund 14 Tage. Beide Eltern füttern die Nestlinge.

## Gefährdung
Der Schwarzkehltrupial ist in seinen Verbreitungsgebieten nicht selten und wird demzufolge von der Weltnaturschutzorganisation IUCN als  „least concern = nicht gefährdet“ klassifiziert. Er ist vom United States Fish and Wildlife Service gemäß dem Migratory Bird Treaty Act geschützt.

## Unterarten
Folgende Unterarten werden unterschieden:
- Icterus gularis flavescens A. R. Phillips, 1966
- Icterus gularis gigas Griscom, 1930
- Icterus gularis gularis (Wagler, 1829)
- Icterus gularis tamaulipensis Ridgway, 1901
- Icterus gularis troglodytes Griscom, 1930
- Icterus gularis yucatanensis Berlepsch, 1888